# Lissac (Ariège)
Lissac (okzitanisch gleichlautend) ist eine französische Gemeinde mit 240 Einwohnern (Stand 1. Januar 2022) im Département Ariège in der Region Okzitanien. Sie gehört zum Kanton Portes d’Ariège und zum Arrondissement Pamiers. 

## Geographie
Das Gemeindegebiet wird vom Flüsschen Jade und seinem Zufluss Aure de Canté durchquert.
Sie grenzt im Nordwesten an Saint-Quirc, im Nordosten an Cintegabelle, im Südosten an Labatut und im Südwesten an Gaillac-Toulza.

## Bevölkerungsentwicklung
| Jahr                       | 1962 | 1968 | 1975 | 1982 | 1990 | 1999 | 2008 | 2016 |
| -------------------------- | ---- | ---- | ---- | ---- | ---- | ---- | ---- | ---- |
| Einwohner                  | 214  | 187  | 199  | 136  | 164  | 176  | 208  | 245  |
| Quellen: Cassini und INSEE |      |      |      |      |      |      |      |      |

## Sehenswürdigkeiten
- Kirche Saint-Jean